# Synden (TV-serie)
Synden är en kommande svensk dramaserie som har premiär på strömningstjänsten Netflix under 2025. Den är skapad och regisserad av Peter Grönlund känd för bland annat Tjuvheder och Goliat. Han har även skrivit seriens manus. 

## Handling
Serien kretsar kring den temperamentsfulla och smarta mordutredaren Dani (Krista Kosonen) och den nyexaminerade kollegan Malik (Mohammed Nour Oklah). När tonåringen Silas hittas död på en gård på Bjärehalvön paras de ihop för att lösa fallet. Utredningen leder dem båda in i en patriarkal håla på den skånska landsbygden.

## Rollista (i urval)
- Krista Kosonen – Dani
- Mohammed Nour Oklah – Malik
- Peter Gantman – Elis